# Yajaira Vera
Yajaira Cristina Vera Roldán (Caracas, 3 aprile 1960) è una modella venezuelana, eletta Miss Venezuela nel 1988 in rappresentanza dello stato di Miranda. Ha inoltre rappresentato il Venezuela a Miss Universo 1988, dove si è classificata fra le prime dieci semifinaliste, ed ha vinto il titolo di Miss Globe International nel 1988.
A metà degli anni novanta, Yajaira Vera ha lavorato come presentatrice del notiziario El Observador, telegiornale dell'emittente Radio Caracas Televisión.